# Garra propulvinus
Garra propulvinus är en fiskart som beskrevs av Kullander och Fang 2004. Garra propulvinus ingår i släktet Garra och familjen karpfiskar. IUCN kategoriserar arten globalt som nära hotad. Inga underarter finns listade i Catalogue of Life.